# 井上智徳
井上 智徳（いのうえ とものり）は、日本の漫画家。男性。東京都在住。

## 来歴
『ヘルシング教授の思い出』で第58回ちばてつや賞大賞受賞。代表作は『月刊ヤングマガジン』にて『COPPELION』を連載された。

## 作品リスト
- 『COPPELION』[3]講談社〈ヤンマガKC〉全26巻（『週刊ヤングマガジン』2008年28号 - 2012年23号 → 『月刊ヤングマガジン』2012年6月号 - 2016年3月号）
- 『CANDY & CIGARETTES』講談社〈ヤンマガKCスペシャル〉全11巻（『ヤングマガジンサード』2017年2号 - 2021年5月号 → 『月刊ヤングマガジン』2021年6月号 - 2021年8月号）
- 『真夏のグレイグー』講談社〈KCデラックス〉全5巻（『マガジンポケット』2022年6月10日 - 2023年3月10日）
  1. 2022年10月17日発売[4][5]、ISBN 978-4-06-528834-4
  2. 2022年12月15日発売[6]、ISBN 978-4-06-529824-4
  3. 2023年1月17日発売[7]、ISBN 978-4-06-530326-9
  4. 2023年3月16日発売[8]、ISBN 978-4-06-531074-8
  5. 2023年5月17日発売[9]、ISBN 978-4-06-531805-8
- 『空賊ハックと蒸気の姫』マッグガーデン〈BLADEコミックス〉既刊3巻（『MAGCOMI』2024年4月20日[10] - 連載中）
  1. 2024年9月10日発売[11][12]、ISBN 978-4-8000-1494-8
  2. 2025年2月10日発売[13][14]、ISBN 978-4-8000-1553-2
  3. 2025年7月10日発売[15]、ISBN 978-4-8000-1616-4